# 刽子手塔
刽子手塔（Henkerturm）是德国纽伦堡的一座中世纪古塔，是该城防御工事的一部分，位于古城西部。

## 位置
刽子手塔位于佩格尼茨河畔，跳蚤市场（Trödelmarkt）的西端，由一座两拱的砂岩桥，连接河北岸较大的水塔（Wasserturm），又经刽子手桥通往南岸。

## 历史
这座塔建于1320-25年，是佩格尼茨桥的一部分。它最初用于保护佩格尼茨河，1400年随着城墙的完成而失去了功能。此后该城的刽子手住在这里的房间。
2007年，纽伦堡犯罪史博物馆刽子手之家（Henkerhaus）在此开放，其中展示了刽子手弗朗茨·施密特的日记。博物馆由历史协会赞助。